# Trichocolletes pulcherrimus
Trichocolletes pulcherrimus is een vliesvleugelig insect uit de familie Colletidae. De wetenschappelijke naam van de soort is voor het eerst geldig gepubliceerd in 1965 door Michener.
De bij wordt 16 tot 18 millimeter lang. De soort komt voor in het zuiden van West-Australië.